# Dioctobroma flavoterminatum
Dioctobroma flavoterminatum är en tvåvingeart som beskrevs av Hull 1962. Dioctobroma flavoterminatum ingår i släktet Dioctobroma och familjen rovflugor.
Artens utbredningsområde är Botswana. Inga underarter finns listade i Catalogue of Life.